# 核态势审议
核态势审议（Nuclear Posture Review，简称NPR）是美國自1994年起發佈的報告。美國歷屆政府都會發佈該報告。該報告的主要內容是評估美国面临的核威胁以及美国的核力量及核武器基础设施建设。